# 叶夫根尼·爱德华多维奇·米哈伊洛夫
叶夫根尼·爱德华多维奇·米哈伊洛夫（羅馬化：Yevgeniy Eduardovich Mikhaylov；1963年3月17日—）是俄罗斯政治人物，曾于1996年至2004年间担任第三任普斯科夫州州长。2014年，他短暂担任顿涅茨克人民共和国部长会议首席执行官。